# Хайнрих V Роус-Грайц
Хайнрих V Ройс-Грайц (на немски: Heinrich V Reuss, Herr zu Greiz; * 4 ноември 1549, Цвикау, Саксония; † 9 октомври 1604, Грайц, Тюрингия) от фамилията Ройс (Ройс стара линия) е граф на Ройс-Унтерграйц в Тюрингия, господар на Грайц, Унтерграйц (1583 – 1603), господар на Лобенщайн (1577 – 1585) и Кранихфелд (1577 – 1586).

## Произход и наследство
Той е най-малкият син на Хайнрих XIV/XV Ройс-Грайц, господар на Грайц и Кранихфелд (* ок. 1506; † 22 март 1572) и съпругата му Барбара фон Меч (* 1507; † април 1580), дъщеря на Георг фон Меч-Шьонфелд-Плон († 1534) и Катарина фон Тетау (* ок. 1480). Внук е на Хайнрих XIII Ройс цу Грайц/XIV (1464 –1535) и Доротея фон Колдиц († пр. 1523). Брат е на Хайнрих II Ройс-Бургк-Унтерграйц-Кранихфелд (1543 – 1608), женен 1573 г. за Юдит фон Йотинген (1544 – 1600) и 1601 г. за Анна фон Мансфелд (1563 – 1636).
През 1564 г. чрез наследство територията на Ройсите е разделена на господствата Унтерграйц (Ройс стара линия), Оберграйц (Ройс средна линия) и Гера (Ройс млада линия). През 1596 г. господството Шлайц отива допълнително към средната линия.
Хайнрих V Ройс-Грайц умира на 9 октомври 1604 г. в Грайц на 54 години и е погребан там.

## Фамилия
Хайнрих V Ройс-Грайц се жени на 25 ноември 1583 г. във Валденбург за Мария фон Шьонбург-Валденбург (* 29 август 1565, Валденбург; † 9 март 1628, Грайц), дъщеря на Хуго I фон Шьонбург-Валденбург (1530 – 1566) и графиня Анна фон Глайхен-Рембда (1532 – 1570). Те имат децата:
- Анна Барбара фон Ройс-Грайц (* 22 април 1585; † 5 май 1629, Кьонигщайн), омъжена на 16 ноември 1601 г. в Пениг за Волф III фон Шьонбург-Глаухау-Пениг (* 8 септември 1556, Пениг; † 17 август 1612, Пениг)
- Мария Катарина фон Ройс-Грайц (* 5 януари 1587; † 20 август 1640, Грайц), неомъжена
- Агнес Юлиана фон Ройс-Плауен (* 30 април 1588, Дьолау; † 15 декември 1588, Дьолау),
- Хайнрих I, господар на Грайц (* 9 юли 1588, Гера; † 11 юли 1588, Гера)
- Хайнрих II, господар на Грайц (* 9 януари 1591, Грайц; † 26 януари 1591, Грайц)
- Сузана Елизабет фон Ройс-Плауен (* 21 февруари 1592; † 7 декември 1597)
- Ева фон Ройс-Плауен (* 31 май 1593; † 4 юли 1636, Артерн), омъжена на 20 юли 1613 г. в Айленбург за граф Филип Ернст фон Мансфелд-Артерн (* 11 май 1560; † 15 септември 1631), хауптман на курфюрство Саксония в Лайпциг и Айленбург, син на Йохан Хойер II фон Мансфелд-Фордерорт и Марта фон Мансфелд-Хинтерорт
- Хайнрих III, господар на Грайц (* 12 декември 1594, Дьолау; † 12 септември 1609, Йена)
- Хайнрих IV Роус-Оберграйц (* 11 март 1597, Дьолау; † 25 август 1629, Грайц), граф и господар на Плауен, господар на Грац, Кранихфелд и Оберграйц, женен май 1624 г. в Аролзен за вилд- и рейнграфиня Юлиана Елизабет фон Даун-Ньофвилер фон Вилдграф (* 1602, Ньофвилер 24 май 1653)
- Магдалена Доротея фон Ройс-Плауен (* 22 юли 1599; † 31 август 1599, Грайц)
- Хайнрих V Ройс-Унтерграйц (* 4 декември 1602, Грайц; † 7 март 1667, Грайц), господар на Грайц, Кранихфелд и Унтерграйц, женен на 28 ноември 1630 г. в Грайц за вилд-и рейнграфиня Анна Мария фон Залм-Нойфвил (* 10 август 1606, Нойфвил; † 20 ноември 1651, Грайц)